# 氢氧化胆碱
氢氧化胆碱是一种有机化合物，化学式为[(CH
3)
3NCH
2CH
2OH]+
OH−
。它可由氯化胆碱和氧化银在水中反应得到，或硫酸胆碱和氢氧化钡在水中于50 °C反应制得。它和L-半胱氨酸、1-(氨甲基)环己烷乙酸等羧酸反应，得到相应的离子液体。